# Pleuroceridae
Pleuroceridae zijn een familie van weekdieren uit de klasse van de Gastropoda (slakken).

## Taxonomie
De volgende geslachten zijn bij de familie ingedeeld:
- Anculosa Say, 1821
  - = Anculotus
- Goniobasis I. Lea, 1862
- Lithasia Haldeman, 1840
- Pleurocera Rafinesque, 1818

## Onderfamilie Semisulcospirinae
De onderfamilie Semisulcospirinae behoorde ook tot de familie Pleuroceridae maar werd in 2009 verheven tot de familie Semisulcospiridae.